# لي جرمان
لي جرمان (بالإنجليزية: Lee Jarman)‏ هو لاعب كرة قدم بريطاني في مركز الدفاع، ولد في 16 ديسمبر 1977 في كارديف في المملكة المتحدة. شارك مع منتخب ويلز تحت 21 سنة لكرة القدم. أما مع النوادي، فقد لعب مع أكسفورد يونايتد وكارديف سيتي ونادي إكزتر سيتي ونادي باري تاون يونايتد ونادي سانت إيلي تاون ونيوبورت كونتي.

## وصلات خارجية
- لي جرمان على موقع قاعدة بيانات كرة القدم.إي يو (الإنجليزية)
- لي جرمان على موقع Soccerbase.com (لاعب) (الإنجليزية)
- لي جرمان على موقع Soccerway.com (الإنجليزية)